# Roland Bergmann
Roland Bergmann (* 13. September 1960 in Münster; Lebensort Weggis) ist ein deutscher Bassist, Sänger und Songwriter. Er spielte als Bassist in der deutschen Hard-Rock-Band Mad Max. Sein Bassspiel beeinflusste den 80er-Sound der Band und er steht als Mit-Komponist vieler früherer Mad Max Hits (Stormchild). 2015 verließ er die Band endgültig.

## Leben
Roland Bergmann ist seit den 1980er Jahren in der internationalen Musikszene und spielte mit seinen Bands auf Konzerten und Tourneen. 1987 verließ er die Band Mad Max und tourte 15 Jahre in der Blues- und Jazz-Club-Szene. Er begleitete die Bluessängerin „Jeanne Carroll“ (First Lady Of Chicago Blues, Duke Ellington) und spielte in der deutschen Bluesband „Blues Mafia“.
2006 formierte sich die Band Mad Max neu. Zusammen mit der Band arbeitete er bis 2014 mit Künstlern wie Joe Lynn Turner (Ex-Rainbow, Ex-Deep Purple), Michael Schenker (Michael Schenker Group, Ex-UFO, Ex-Scorpions), Jeff Scott Soto (Journey) Wolf Hoffmann (Ex-Accept), Don Airey (Deep Purple), Axel Rudi Pell, Sascha Gerstner (Helloween) und Marc Storace (Krokus) zusammen. Als Studiomusiker spielte er auf Produktionen mit Paul Shortino (King Cobra) und Bert Heerink (Vandenberg), arbeitete mit Tommy Mandel (Bryan Adams) und tourte (mit seinen Bands) mit Alice Cooper, Stryper, Uriah Heep, Yngwie Malmsteen, Axel Rudi Pell.
Anfang 2015 verließ er die Band Mad Max endgültig. Seitdem arbeitet er als Sänger und Komponist an seiner eigenen Musikproduktion. Er spielt zudem Bass bei der Züricher Rockband The Formers.
2004 absolvierte Roland Bergmann ein Musikstudium (Niederlande) im Fach Kontrabass. Neben dem klassischen Unterricht (Wilton Jongmans) beeinflussten und formten Jazz-Workshops mit Hein Van de Geyn, Phillip Catherine und Ruud Ouerhand sein Kontrabass- und E-Bass-Spiel.